# Ельзенфельд
Ельзенфельд (нім. Elsenfeld) — громада в Німеччині, розташована в землі Баварія. Підпорядковується адміністративному округу Нижня Франконія. Входить до складу району Мільтенберг.
Площа — 24,38 км2. Населення становить 9110 ос. (станом на 31 грудня 2020).